# Federico Balzaretti
Federico Balzaretti (n. 6 decembrie 1981, Torino, Italia) este un fost fotbalist italian care a evoluat pe postul de fundaș la echipe precum Fiorentina, Palermo sau Roma și pentru Naționala Italiei, unde a acumulat 16 selecții.